# Alberico de Souza Cruz
Alberico de Souza Cruz (Abaeté, 6 de maio de 1938 — Rio de Janeiro, 10 de maio de 2022) foi um jornalista brasileiro. Foi diretor responsável da Central Globo de Jornalismo de 1990 até 1995.
Começou a trabalhar em jornalismo em meados da década de 1950, atuando em jornais da cidade em que nasceu, como o Jornal da Cidade, Binômio e a versão mineira do Última Hora. No Rio de Janeiro, atuou no Jornal do Brasil, Revista Manchete, Veja, na sucursal de Brasília do Última Hora e em O Jornal, do grupo Diários Associados. Em 1980, chegou a Rede Globo, convidado pelo então diretor nacional de jornalismo Armando Nogueira para ser editor regional em Minas Gerais. Dois anos depois, em 1982, se tornou diretor de telejornais comunitários da Central Globo de Jornalismo, no Rio de Janeiro. Em 1987, assumiu a direção dos telejornais de rede e em abril de 1990, assumiu a direção nacional de jornalismo da casa, substituindo Armando Nogueira. Em sua gestão, acompanhou grandes coberturas, como a Guerra do Golfo, a Rio 92, conferência mundial do clima, entre outros. Em 1995, ele deixou a Globo, se tornando sócio de um canal regional. Em 1999, foi contratado pela recém-criada RedeTV! para diretor nacional de jornalismo da emissora, ajudando a implantar os formatos, jornais e contratando profissionais. Ficou no canal até 2002, quando se aposentou. Em 2019, foi diagnosticado com leucemia e morreu em 10 de maio de 2022, aos 84 anos, após complicações da doença.